# Jérémie Pauzié

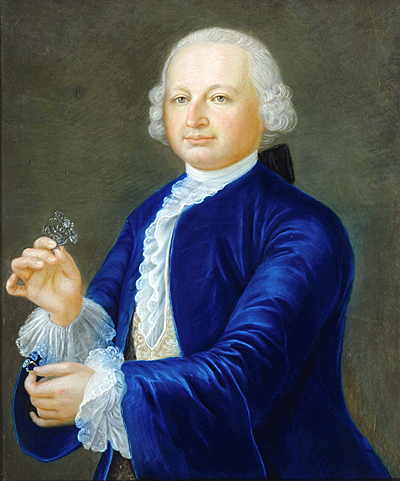
Jérémie Pauzié, 1762

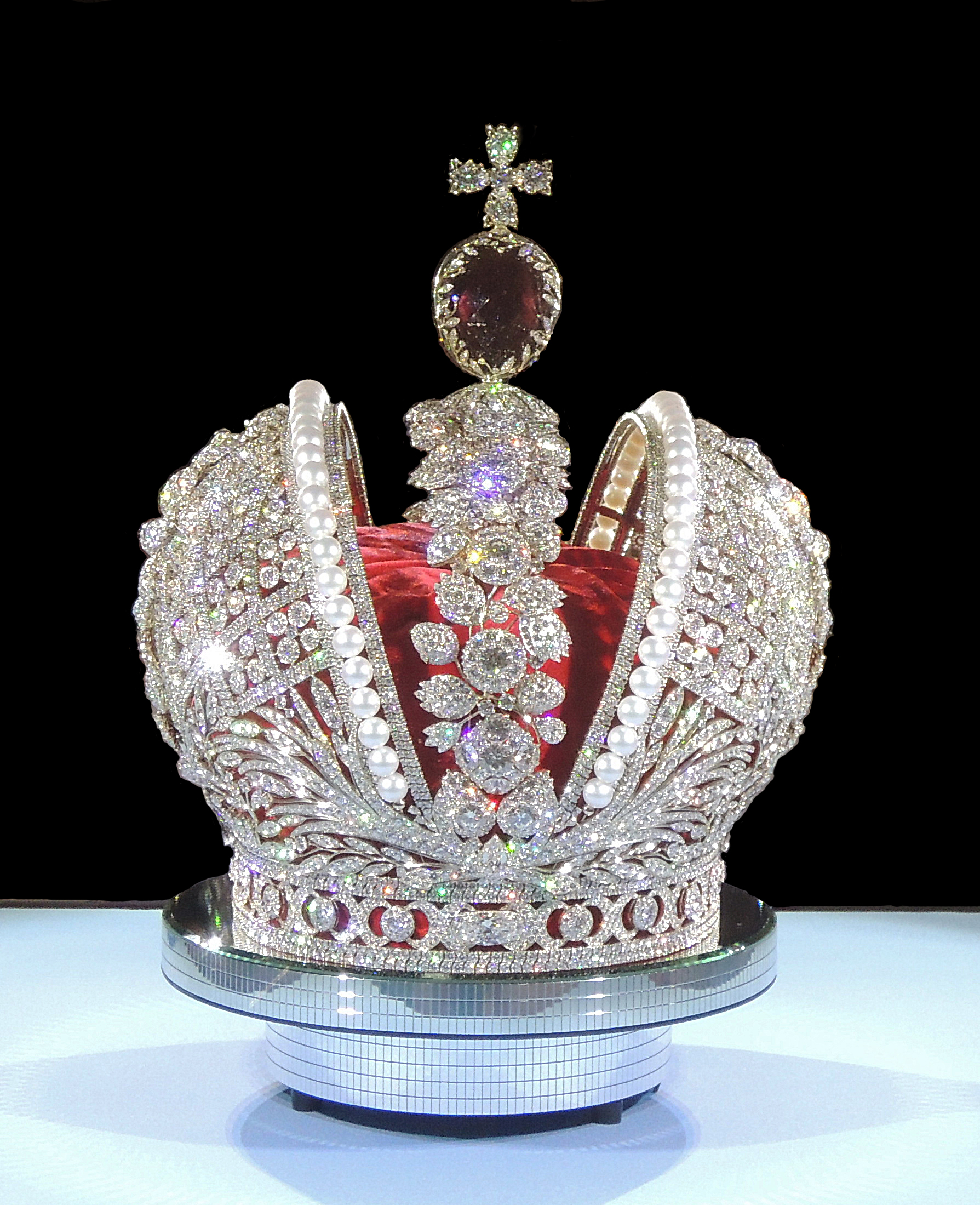
Zarenkrone

Jérémie Pauzié, auch Jeremiah Pozier oder Jérémie Posier (* 6. Dezember 1716 in Genf; † 30. November oder 2. Dezember 1779 ebenda; gebürtig aus Genf und ab 1770 in Genf heimatberechtigt), war ein Genfer Juwelier und als Hugenotte, Diakon der französischen reformierten Kolonie in St. Petersburg.

## Leben

### Familie
Jérémie Pauzié war der Sohn von Etienne Pauzié (1686–1731) und dessen Ehefrau Suzanne (geb. Bouverot) (* 1681; † 6. September 1723 in Genf).
Er war mit Madeleine-Marie (geb. Scalogne) verheiratet; gemeinsam hatten sie mehrere Kinder. Seine Tochter Sara (* 1751 in St. Petersburg) heiratete 1770 den Kaufmann Salomon Kitt.

### Werdegang
1729 reiste Jérémie Pauzié, gemeinsam mit seinem Vater, zu seinem Onkel Pierre Pauzié († 1735) nach Moskau, der dort als Chirurg tätig war. Er erlernte nach dem frühen Tod seines Vaters bei dem Franzosen Benoît Gravereaux in St. Petersburg das Goldschmiedehandwerk und konnte mithilfe eines Bankiers um 1740 dort ein Atelier eröffnen. Er wurde zu einem häufigen Gast am Zarenhof und Peter III. ernannte ihn schliesslich zum Hofjuwelier im Rang eines Brigadiers; er gehörte zu den wichtigsten Juwelieren im damaligen Russland. Sein berühmtestes Werk, die heute im Moskauer Kreml aufbewahrte Zarenkrone von Katharina II., schuf er 1762 zusammen mit dem Hofjuwelier und Goldschmied Georg Friedrich Eckart. Die Krone enthält rund fünftausend Diamanten und zierte später die Häupter aller russischen Monarchen bei amtlichen Anlässen.
Er war Zeuge der Palastrevolutionen 1741 sowie 1762. 1741 war er gut bekannt mit Johann Hermann von L’Estocq sowie mit Michail Larionowitsch Woronzow und dessen Ehefrau, Anna Karlowna Woronzowa, die eine Nichte von Zarin Katharina I. und Cousine von Zarin Elisabeth war; diese hatten eine bedeutende Rolle bei dem Staatsstreich gespielt, bei dem der minderjährige Kaiser Iwan VI. und seine als Regentin fungierende Mutter Anna Leopoldowna gestürzt wurden. Er befand sich am 29. Juni 1762, nach der Absetzung von Peter III. während der Huldigung in unmittelbarer Nähe von Katharina II., um ihr einen mit Brillanten besetzten Kammerherrenschlüssel zu übergeben, den sie Pjotr Borissowitsch Scheremetew überreichte.
Er fertigte unter anderem im Auftrag der Zarin Elisabeth eine Golddose, die sie Nikolaus I. Joseph Esterházy de Galantha schenkte.
Aufgrund finanzieller Schwierigkeiten, die aus der Zahlungsmoral seiner Kunden entstanden waren, kehrte er 1764 nach Genf zurück und lebte bis zu seinem Tod in der rue Verdaine. Bis zu seiner Abreise war er Ältester der französischen reformierten Kirche in St. Petersburg.
In seinen Erinnerungen, die in der Bibliothèque de Genève aufbewahrt werden, beschreibt er den Zarenhof während der Regierungszeit von vier Herrschern.

## Trivia
Das Unternehmen Vendome Private Trading handelt unter dem Namen Jérémie Pauzié mit ihren Produkten.

## Schriften (Auswahl)
- Mémoires du bijoutier de la cour Pausier. In Russkaja starina. 1870. S. 253–274 (Digitalisat).
- Aus den Memoiren eines Schweizer Juweliers am russischen Kaiserhofe (1). In: Neue Zürcher Zeitung vom 8. November 1892. S. 1–2 (Digitalisat).
- Aus den Memoiren eines Schweizer Juweliers am russischen Kaiserhofe (2). In: Neue Zürcher Zeitung vom 9. November 1892. S. 1–2 (Digitalisat).
- Aus den Memoiren eines Schweizer Juweliers am russischen Kaiserhofe (3). In: Neue Zürcher Zeitung vom 11. November 1892. S. 1–2 (Digitalisat).
- Aus den Memoiren eines Schweizer Juweliers am russischen Kaiserhofe (4). In: Neue Zürcher Zeitung vom 12. November 1892. S. 1–2 (Digitalisat).
- Aus den Memoiren eines Schweizer Juweliers am russischen Kaiserhofe (Schluß). In: Neue Zürcher Zeitung vom 14. November 1892. S. 1–2 (Digitalisat).